# The Plank (film)
Pour les articles homonymes, voir The Plank.

The Plank (traduction littérale : "la planche") est un court métrage comique britannique à base de slapstick, inédit en France, et réalisé par le comédien populaire Eric Sykes en 1967 et sorti en 1971.

## Synopsis
The Plank narre les mésaventures de deux ouvriers en bâtiment à qui manque une planche pour terminer le sol d'une maison. En route pour la fabrique, ils rencontrent déjà des difficultés pour en obtenir une de la bonne taille. Ils auront encore plus de mal ensuite à la ramener à bon port. Sur le chemin, en effet, de nombreuses maladresses et intervenants de toutes sortes compliqueront quelque peu leur mission…

## Analyse
Le film est fondé sur un sketch intitulé Sykes and a Plank qu'Eric Sykes avait créé pour la télévision dans sa série Sykes. Il y développe toute une série de gags visuels autour du classique accessoire de la planche dont le caractère encombrant donne lieu aux situations les plus loufoques. Si certaines d'entre elles sont manifestement inspirées des classiques du cinéma muet, le film est néanmoins émaillé de nombreuses trouvailles inédites.
Comme souvent chez Sykes, la volonté de faire appel le moins possible aux dialogues n'est pas sans rappeler celle de son homologue français Jacques Tati dont il partage, par ailleurs, un certain sens de la dérision.
Un remake, The Plank sera à nouveau réalisé par Eric Sykes pour la télévision, d'une durée nettement moins longue (25 minutes contre 45) mais interprété par de nombreux comédiens anglais populaires (Wilfrid Hyde-White, Joanna Lumley, Kate O'Mara, Diana Dors, Frankie Howerd…).